# Маріс Штромбергс
Маріс Штромбергс  (латис. Māris Štrombergs, 10 березня 1987) — латвійський велогонщик, дворазовий олімпійський чемпіон у виді BMX Racing.

## Виступи на Олімпіадах
| Олімпіада   | Дисципліна | Місце |
| ----------- | ---------- | ----- |
| Пекін 2008  | BMX        | 1     |
| Лондон 2012 | BMX        | 1     |